# 维兰
维兰（法語：Villing，法語發音：[vilɛ̃]；洛林法兰克语：Wéllingen）是法国摩泽尔省的一个市镇，属于福尔巴克-布莱摩泽尔区。

## 地理
维兰（49°16'52"N, 6°37'51"E）面积4.93 平方千米，位于法国大東部大區摩泽尔省，该省份为法国东北部内陆省份，是洛林的一部分，西南接默尔特-摩泽尔省，东临下莱茵省，北与卢森堡和德国接壤。
与维兰接壤的市镇（或旧市镇、城区）包括：埃南莱布宗维尔、莫塞尔地区贝尔维莱、鲁日堡、特龙博恩、沃尔夫兰-莱布宗维尔。

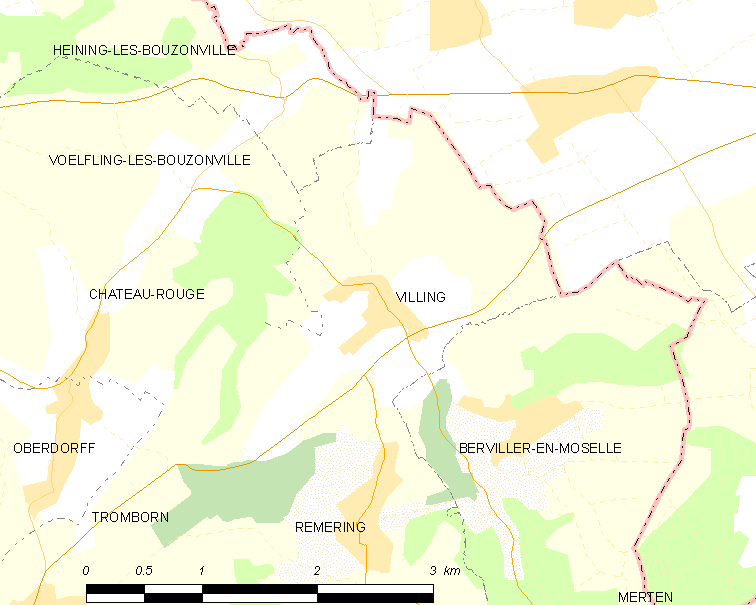
维兰的OSM定位图

维兰的时区为UTC+01:00、UTC+02:00（夏令时）。

## 行政
维兰的邮政编码为57550，INSEE市镇编码为57720。

## 政治
维兰所属的省级选区为布宗维尔县。

## 人口

1962-2008年间维兰人口变化图示

维兰于2022年1月1日时的人口数量为514人。